# 알류샨 열도 전역
알류샨 열도 전역(Aleutian Islands campaign, アリューシャン方面の戦い)은 1942년 6월 3일부터 1943년 8월 15일까지 제2차 세계 대전의 미국 전구와 태평양 전쟁 중 알류샨 열도와 그 주변에서 벌어진 군사 작전이다. 이 작전은 제2차 세계 대전 중 북아메리카 땅에서 벌어진 유일한 군사 작전이었다. 제2차 세계 대전 당시 알래스카는 미국의 준주였다.
이 섬들의 전략적 가치는 태평양 운송 경로를 통제할 수 있다는 점이었다. 미군 장군 빌리 미첼은 1935년 미 의회에서 "미래에 알래스카를 소유하는 자가 세계를 소유할 것이라고 믿는다. 나는 이곳이 세계에서 가장 중요한 전략적 장소라고 생각한다"고 말했다. 일본은 알류샨 열도를 통제하면 미국과 소련 간의 병력 연합을 막고 쿠릴 열도를 통한 일본 본토 공격을 저지할 수 있다고 보았다. 마찬가지로 미국은 이 섬들이 서해안 도시인 앵커리지, 시애틀, 샌프란시스코, 또는 로스앤젤레스에 대한 공습 기지로 사용될 수 있다고 우려했다.
더치 하버의 미 해군 기지에 대한 두 차례의 항공모함 기반 공격 후, 일본 제국 해군은 애투와 키스카 섬을 점령했는데, 섬의 외딴 위치와 기상 및 지형의 어려움 때문에 일본군을 축출하기 위해 파견된 대규모 미국-캐나다군은 거의 1년 동안 지연되었다.
애투를 탈환하기 위한 전투는 1943년 5월 11일에 시작되어 5월 29일 일본의 마지막 반자이 돌격 이후 완료되었다. 1943년 8월 15일, 3주간의 지속적인 포격 이후 키스카에 상륙한 침공군은 일본군이 7월 29일 이미 섬에서 철수했음을 발견했다. 이 작전은 전쟁의 다른 사건들에 가려져 "잊혀진 전투"로 알려져 있다.
많은 군사 역사가들은 일본의 알류샨 열도 침공이 미드웨이 해전 동안의 기만 또는 기습 공격으로, 미국 태평양 함대를 미드웨이 환초에서 유인하기 위한 것이었다고 본다. 이는 같은 사령관인 야마모토 이소로쿠의 지휘 아래 동시에 시작되었기 때문이다. 일부 역사가들은 이러한 해석에 반대하며 일본이 알류샨 열도를 침공한 것은 북쪽 측면을 보호하기 위함이었고, 기만 작전 의도는 없었다고 주장한다.

## 일본의 공격

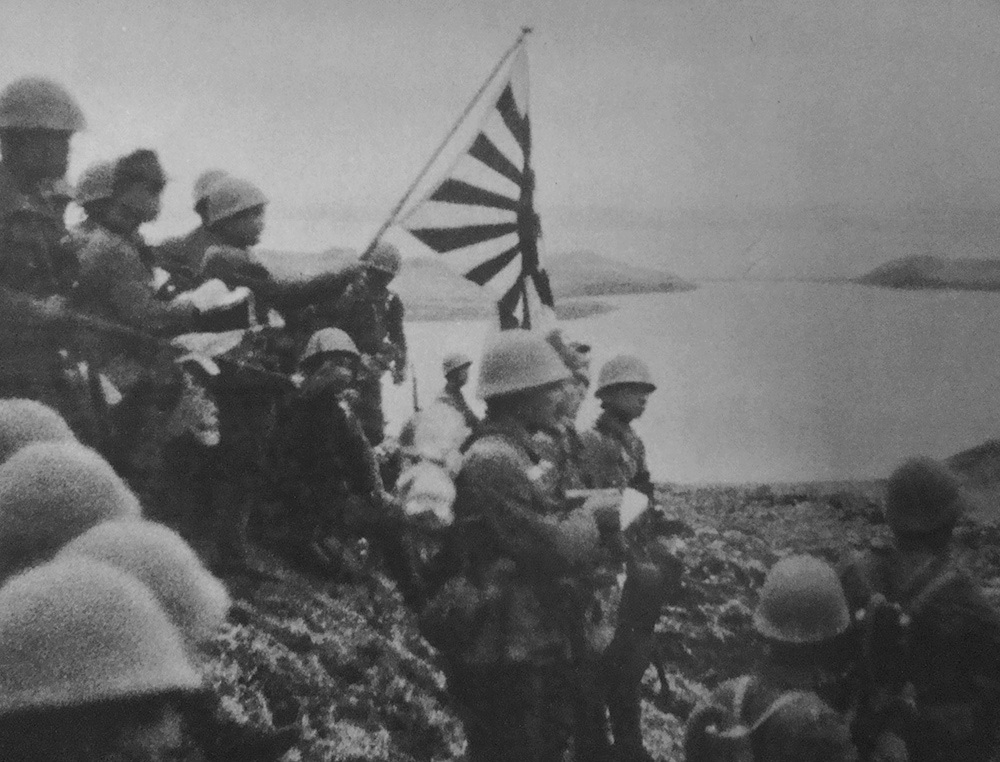
1942년 6월 6일 알류샨 열도 키스카섬에 일본군이 제국군 깃발을 게양하고 있다.

일본 제국이 제2차 세계 대전에 참전하기 전, 일본 제국 해군은 알류샨 열도에 대한 광범위한 정보를 수집했지만, 섬들의 군사 개발에 대한 최신 정보는 없었다. 이소로쿠 야마모토 제독은 호소가야 보시로 부제독이 지휘하는 일본 북부 방면 함대에 두 척의 비함대 항공모함, 5척의 순양함, 12척의 구축함, 6척의 잠수함, 그리고 4척의 병력 수송선과 지원 보조함으로 구성된 병력을 제공했다. 호소야는 이 병력으로 더치 하버에 대한 공습을 감행한 후, 서쪽으로 480 마일 (770 km) 떨어진 에이댁섬에 대한 상륙 공격을 이어갈 예정이었다. 호소야는 에이댁에서 발견되는 모든 미군 병력과 시설을 파괴하도록 지시받았지만, 일본은 이 섬이 무방비 상태라는 것을 알지 못했다. 호소야의 병력은 함선으로 돌아와 추가 두 차례의 상륙 작전을 위한 예비 병력이 될 예정이었다. 첫 번째는 에이댁 서쪽으로 240 마일 (390 km) 떨어진 키스카에, 두 번째는 키스카 서쪽으로 180 마일 (290 km) 떨어진 알류샨 열도 최서단 섬인 애투에 상륙하는 것이었다.
해군정보국이 일본 해군 암호를 해독했기 때문에 체스터 니미츠 제독은 1942년 5월까지 야마모토의 계획과 호소야 함대의 알류샨 열도 공격 계획 (6월 1일 또는 그 직후)에 대해 알게 되었다.
6월 1일 현재 알래스카의 미군 병력은 45,000명이었고, 이 중 약 13,000명은 알래스카반도 끝자락의 콜드 베이(콜드 베이 공항)와 두 개의 알류샨 열도 기지에 주둔하고 있었다: 콜드 베이 서쪽으로 200 마일 (320 km) 떨어진 우날라스카섬의 더치 하버와 더치 하버 서쪽으로 70 마일 (110 km) 떨어진 움나크섬의 새로 건설된 글렌 육군 공군 기지. 이 세 기지의 육군 병력(공군 인원 제외)은 보병, 야전 및 대공포 병력, 그리고 기지 건설에 사용된 대규모 건설 공병 부대로 주로 구성되어 2,300명을 넘지 않았다. 육군 항공대의 제11공군은 엘멘도르프 비행장에 10대의 B-17 플라잉 포트리스 중폭격기와 34대의 B-18 볼로 중폭격기를 보유하고 있었고, 포트 랜달과 포트 글렌에 95대의 P-40 워호크 전투기를 나누어 배치했다. 전방 사령부는 포트 길리에 설치되었고, 후방 부대는 포트 리처드슨에 주둔했다. 해군 사령관은 로버트 A. 티볼트 소장이었다. 그는 기동함대 8의 지휘관이자 북태평양 사령관(ComNorPac)으로서 하와이의 니미츠에게 보고했다. 기동함대 8은 5척의 순양함, 13척의 구축함, 3척의 유조선, 6척의 잠수함, 그리고 함대 항공대 4의 해군 항공 요소를 포함했다.
일본의 알류샨 열도 공격 가능성이 처음 알려지자, 제11공군은 정찰기를 보내 더치 하버로 향하고 있는 일본 함대를 찾아 폭격기로 공격하여 호소야의 항공모함 두 척을 침몰시키는 데 집중하라는 명령을 받았다. 적기가 제거되면 해군 제8기동부대가 적 함대와 교전하여 파괴할 것이었다. 6월 2일 오후, 해군 초계기가 접근하는 일본 함대를 발견하고 더치 하버 남서쪽 800 해리 (1,500 km; 920 mi)에 위치한다고 보고했다. 제11공군은 완전 비상 태세에 돌입했다. 그 직후 악천후가 시작되어 그날 더 이상 함대가 목격되지 않았다.
더치 하버 공격에 앞서, 퍼시 E. 레스터전 대령이 지휘하는 육군 제4보병연대가 포트 리처드슨에 주둔했다. 레스터전은 이전에 적의 공격으로부터 보호하기 위해 무기 및 탄약고 분리 등 기지 시설의 배치를 설계한 바 있다.

### 더치 하버 공격

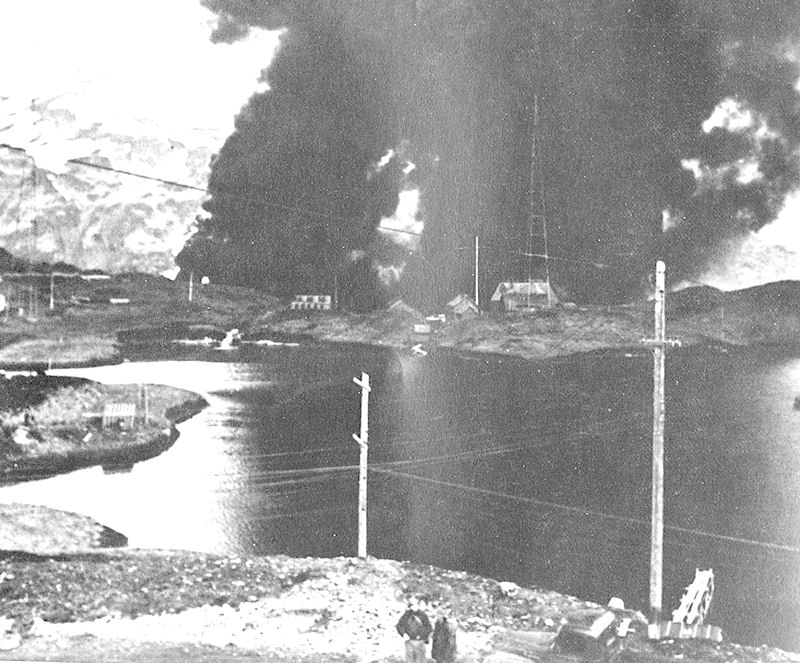
1942년 6월 4일 일본의 공격 후 불타고 있는 더치 하버 해군 라디오 기지

일본 정보에 따르면, 가장 가까운 육상 미군 비행장은 코디액의 포트 모로우 육군 비행장이었으며, 600 마일 (970 km) 이상 떨어져 있었다. 더치 하버는 미드웨이섬을 점령할 함대와 협력 작전을 수행하는 강력한 일본 함대의 앉아있는 오리였다.
날씨 엄폐를 이용하여 일본군은 역사상 처음으로 북아메리카 본토에 이틀간 공중 폭격을 가했다. 공격 부대는 항공모함 준요와 류조의 나카지마 B5N2 "케이트" 뇌격기로 구성되었다. 그러나 공격 부대의 절반만이 목표에 도달했다. 나머지는 안개와 어둠 속에서 길을 잃고 바다에 추락하거나 항공모함으로 돌아왔다. 17대의 일본 항공기가 해군 기지를 발견했으며, 첫 번째 항공기는 05:45에 도착했다. 일본 조종사들이 목표를 찾을 때, 그들은 맹렬한 대공포 사격을 받았고 곧 포트 글렌에서 파견된 제11공군 전투기들과 맞닥뜨렸다. 미군의 대응에 놀란 일본군은 재빨리 폭탄을 투하하고 피상적인 기총소사를 가한 후 항공모함으로 돌아갔다. 그 결과 기지에 거의 피해를 입히지 못했다.
6월 4일, 일본군은 더치 하버로 돌아왔다. 이번에는 일본 조종사들이 더 잘 조직되고 준비되어 있었다. 그날 오후 공격이 끝났을 때, 더치 하버의 유류 저장 탱크는 불타고 있었고, 병원은 부분적으로 파괴되었으며, 좌초된 막사 선박이 손상되었다. 비록 미국 조종사들이 결국 일본 항공모함을 찾아냈지만, 악천후로 인해 미군 조종사들이 일본 함대와의 모든 접촉을 잃게 되어 함선을 침몰시키려는 시도는 실패했다. 그러나 이 날씨 때문에 일본은 1,200명의 병력으로 아닥을 침공하려는 계획을 취소했다.

### 키스카와 애투 침공
일본이 6월 6일 키스카와 6월 7일 애투를 침공하고 점령한 것은 미국 대중에게 충격을 주었다. 미영 전쟁 중인 1815년 이후 130년 만에 처음으로 미국 본토가 침공당한 것이었기 때문이다. 침략군은 처음에는 알류트족으로도 알려진 현지 우낭악족에게 거의 저항을 받지 않았다. 1942년 5월 미 해군이 애투를 대피시키겠다고 제안했지만, 애투 우낭악족 추장은 거절했다. 일본의 알류샨 전략이 바뀐 1942년 9월까지 일본 점령 하의 우낭악족의 삶은 거의 변하지 않았다. 이 시점에서 우낭악족은 일본 홋카이도로 끌려가 억류되었다.
1942년 여름 내내 양측의 공습은 날씨가 허락할 때만 가능했다. 일본은 섬에 레이더 경보 시스템을 설치하고 미군 폭격기와 잠수함에 의한 운송에 심한 방해에도 불구하고 계속해서 재보급을 했다. 움나크와 콜드 베이에 미군 항공 기지가 건설되면서 일본군이 직면하는 위협이 더욱 커졌다.

## 우낭악족 대피
애투 침공과 지역 우낭악족의 감금은 알류샨 열도에서 우낭악족을 강제 대피시킨 미국의 정책에 대한 정당성이 되었다. 우낭악 민간인들은 알래스카 팬핸들의 강제 수용소에 수용되었다.
6월 12일, 애트카섬에 주둔하고 있던 USS Gillis와 Hulbert는 일본군이 섬을 점령할 경우 건물이 사용되는 것을 막기 위해 지역 주민들을 대피시키고 마을을 불태우라는 명령을 받았다. 대부분의 원주민은 공격에 대비하여 멀리 떨어진 어업 캠프로 흩어져 있었기 때문에 마을에 없었으며, 니콜스키와 우날라스카로 대피할 때쯤에는 대부분이 개인 소지품을 전혀 가지고 있지 않았다.
6월 14일, 세인트 폴 주민들을 대피시키라는 명령이 틀:USCGC에 전달되었고, 6월 16일에는 틀:USAT가 세인트 폴과 세인트 조지의 전체 공동체를 대피시켰다. 남동 알래스카로 가는 길에 Delarof는 우날라스카에 잠시 정차하여 애트카에서 온 대피자들을 태웠다.
대피는 그 달 말에 계속되었고, 더치 하버에서 니콜스키, 아쿠탄, 카셰가, 비오르카, 마쿠신 지역 주민들을 대피시키라는 명령이 내려졌다.
오직 원주민인 우낭악족만이 대피했으며, 섬의 백인 주민들은 군인들을 돕기 위해 남겨져 일부 혼혈 가족들이 헤어지게 되었다.

### 강제수용
우낭악족을 알래스카 팬핸들에 수용하기 위한 준비가 급하게 이루어졌는데, 그들은 이미 이동 중이었고, 결국 몇 군데에 분산되어 수용되었다.

#### 펀터 베이 통조림 공장

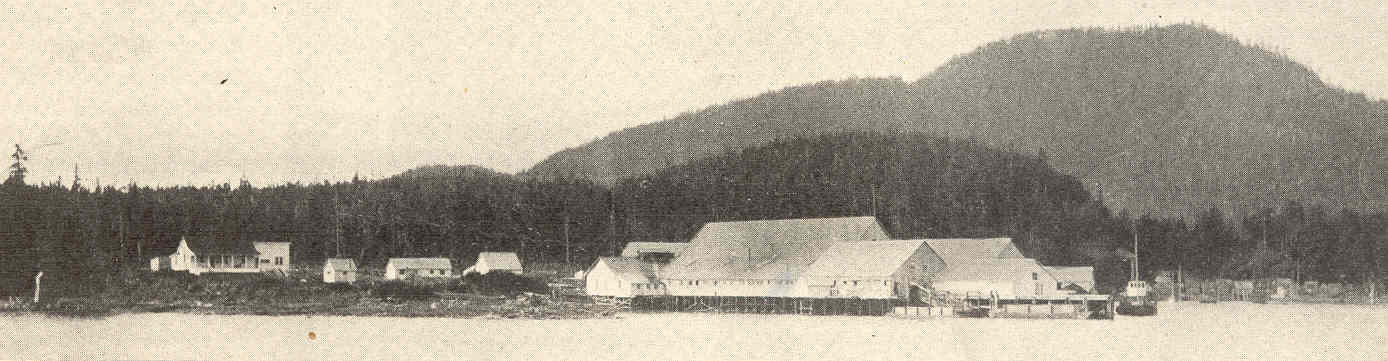
펀터 베이에 있는 틀링켓 통조림 회사 (1908)

세인트 폴 마을 주민들은 제2차 세계 대전 대부분을 펀터 베이의 틀링켓 통조림 회사 통조림 공장에서 보냈다. 이 통조림 공장은 1931년에 운영을 중단했고, P.E. 해리스 컴퍼니가 1941년에 인수하기 전까지는 창고로 사용되었다. 1942년까지 건물들은 황폐해졌고, 소유주들이 6월 16일 미국 정부와 월 60달러에 부지를 임대하는 계약을 맺었을 때에는 관리인과 그의 아내만이 현장에 살고 있었다. 6월 24일, 세인트 조지와 세인트 폴의 모든 원주민들이 펀터 베이에 도착했다. 다음 날, 세인트 조지 마을 주민들은 약 1마일 떨어진 광산 부지로 옮겨졌다.
마을 주민들은 침대를 만들고 낡은 건물을 수리하는 등 스스로 살 수 있는 공간을 마련해야 했다. 물은 종종 부족하고 오염되었으며, 겨울 거주를 위해 지어지지 않은 오두막은 단열이나 난방이 부족했다.

#### 펀터 베이 광산
통조림 공장 건너편 만에는 세인트 조지 마을 주민들이 옛 애드미럴티 알래스카 금광의 해안 캠프에 수용되었다. 1942년 6월까지 광산은 15년 이상 생산이 중단되었고, 현장 관리인(라도 페코비치)과 한 명의 다른 사람만이 현장에 살고 있었다. 결국 광산은 마을 주민들을 수용하기 위해 연간 1달러에 정부에 임대되었다.
광산 캠프 시설은 전기 위험, 광산 활동에서 남은 유독성 화학 물질, 그리고 전체 인구를 위한 두 개의 야외 화장실만으로는 마을 주민들을 수용하기에 충분하지 않았다. 통조림 공장과 마찬가지로 건강 및 위생 문제는 만성적인 문제였다.

#### 킬리스누 청어 공장

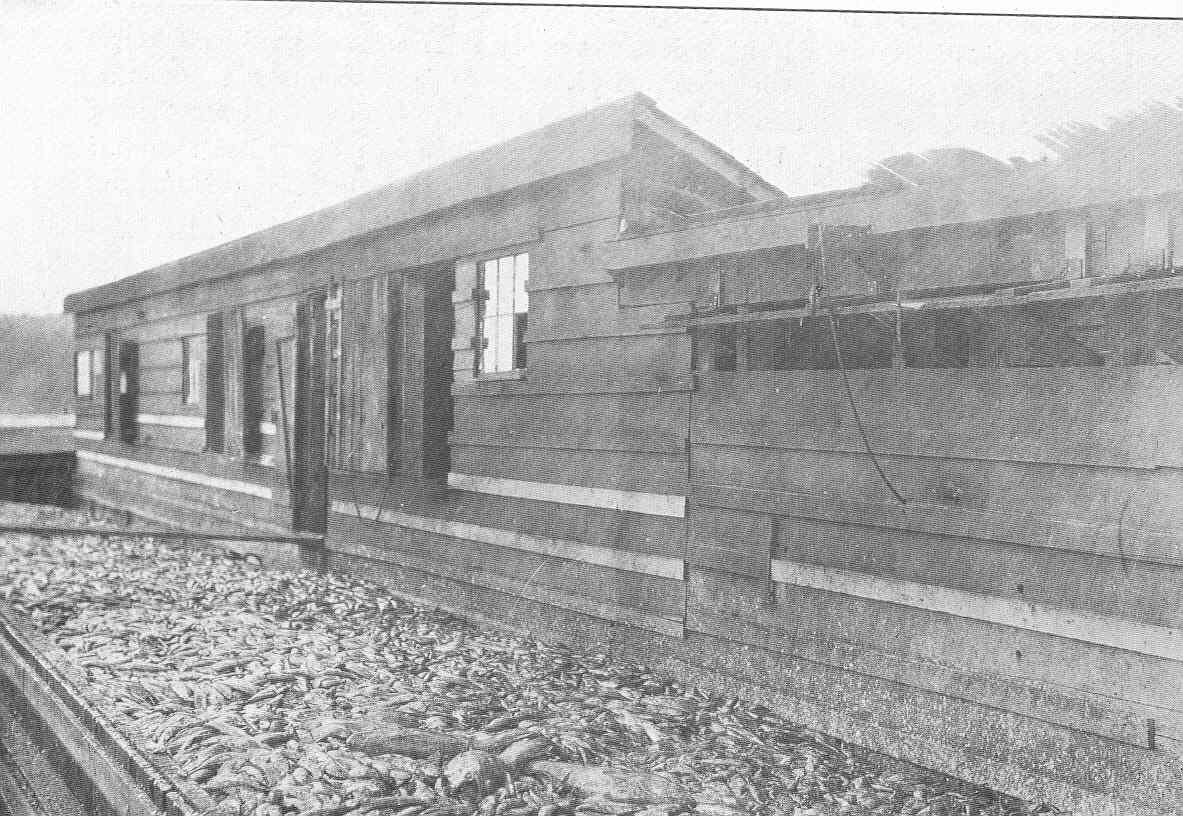
킬리스누 환원 공장 (1915)

펀터 베이에서 남쪽으로 약 50마일 떨어진 곳에는 폐허가 된 킬리스누 청어 공장이 있었다. 이곳은 1870년대에 운영을 시작했으며, 1928년에는 거의 모든 주택이 불에 타 산업 시설과 몇몇 인근 건물만 남게 되었다. 이 화재로 인해 1930년 인구 조사에서는 화재 전 약 300명에서 3명으로 급감했다.
1942년 6월 25일경 애트카 마을 주민들이 이곳에 도착했을 때, 사용 가능한 건물은 주택 3채, 오두막 5채, 병영 1채, 창고 1채, 기계 공장 1채, 헛간 1채, 상점 1채였다. 대부분의 건물은 난방이 되지 않았고 겨울 거주용으로 지어지지 않았으며, 마을 주민들은 짐을 가져올 수 없었다. 마을 주민들은 침구류와 4일치 식량만 남겨진 채 방치되었고, 그 이후로 연방 정부의 관심을 거의 받지 못했으며 대체로 자립해야 했다. 다른 캠프와 마찬가지로 킬리스누는 열악한 수원, 불량한 위생, 배관 부족, 부적절한 도구로 어려움을 겪었다. 킬리스누에 재정착한 83명의 마을 주민 중 17명은 캠프의 열악한 환경으로 인해 전쟁 중 사망했다.

#### 랭걸 연구소
니콜스키, 아쿠탄, 우날라스카, 마쿠신, 카셰가 주민들은 랭걸 마을에서 남쪽으로 몇 마일 떨어진 인디언 사무국이 1932년에 설립한 기숙학교인 랭걸 연구소 부지에 급하게 세워진 텐트촌으로 옮겨졌고, 더 영구적인 숙소가 마련되었다. 마을 주민들이 다른 캠프로 보내진 후 아이들은 교육을 위해 연구소로 보내졌다.
첫 번째 주민들은 7월 13일에 도착했는데, 아쿠탄에서 41명, 비오르카에서 18명, 카셰가에서 20명, 마쿠신에서 8명, 니콜스키에서 72명, 우날라스카에서 1명이 도착했다. 나머지 우날라스카 주민들은 그 다음 몇 주 안에 도착했지만, 날짜와 도착 인원에 대해서는 출처마다 다르다. 주민들은 9월 초까지 이동했고 캠프는 해체되었다.

#### 버넷 인렛 통조림 공장
우날라스카에서 온 111명의 주민들은 결국 1942년 8월 말 소유주들과 계약이 체결된 후 에톨린섬 서쪽 버넷 인렛 입구에 위치한 통조림 공장에 정착했다. 이 통조림 공장은 1912년에 지어졌으며 1940년에 화재로 많은 건물이 소실되었다. 대피자들이 도착했을 때, 그들은 여전히 서 있는 11채의 오두막과 한 채의 병영을 발견했지만, 모두 낡은 상태였다. 또한, 나머지 부지의 불탄 폐허 사이에는 작고 허술한 오두막들이 줄지어 급하게 지어져 있었다. 이곳은 대피 장소 중 가장 외진 곳이었으며, 과밀, 교통 수단 부족, 제한된 물, 목욕 시설 없음, 그리고 전체 공동체를 위한 단 하나의 야외 화장실이라는 문제에도 불구하고, 이주 캠프 중 가장 낮은 사망률을 기록했다. 1944년 봄, 워드 호수 캠프의 과밀로 인해 비오르카, 카셰가, 마쿠신에서 온 46명의 주민들이 버넷 인렛으로 옮겨졌다.

#### 워드 호수 CCC 캠프
워드 호수는 케치칸에서 북서쪽으로 약 10마일 떨어져 있다. 1920년대부터 워드 호수와 케치칸 사이에 통가스 고속도로 구간이 건설되면서 두 지점 간 상업 버스 서비스가 가능해졌고, 이 지역에 레크리에이션 시설이 건설되기 시작했다. 1933년, CCC는 대공황 기간 동안 실업자들에게 일자리와 훈련을 제공하고 전국적인 보존 프로그램을 추진하기 위해 설립되었다. CCC는 1935년 워드 호수에 65명 수용 규모의 작은 캠프를 건설했으며, 1941년에는 애넷섬의 비행장 건설을 위한 CCC 및 공병 부대의 집결지 역할을 했다. CCC는 1942년에 해체되었고, 우낭악족 주민들이 최근 비워진 캠프로 이주했다.
163명의 마을 주민이 캠프로 옮겨졌는데, 이는 원래 수용 능력을 훨씬 초과하는 것이어서 새 건물이 급히 지어졌다. 어떤 오두막도 상수도가 없었고, 전체 공동체가 하나의 변소를 공유해야 했으며, 캠프는 의료 서비스 부족, 위생 불량, 질병으로 고통받았고, 이는 주민들 사이에서 18%라는 높은 사망률로 이어졌다. 다른 캠프와 달리 마을 주민들은 상업 버스 서비스를 통해 인근 케치칸으로 쉽게 접근할 수 있었고, 이는 마을 주민들이 일자리를 찾을 수 있게 했지만 지역 사회와의 마찰을 야기하기도 했다.

## 연합군의 대응

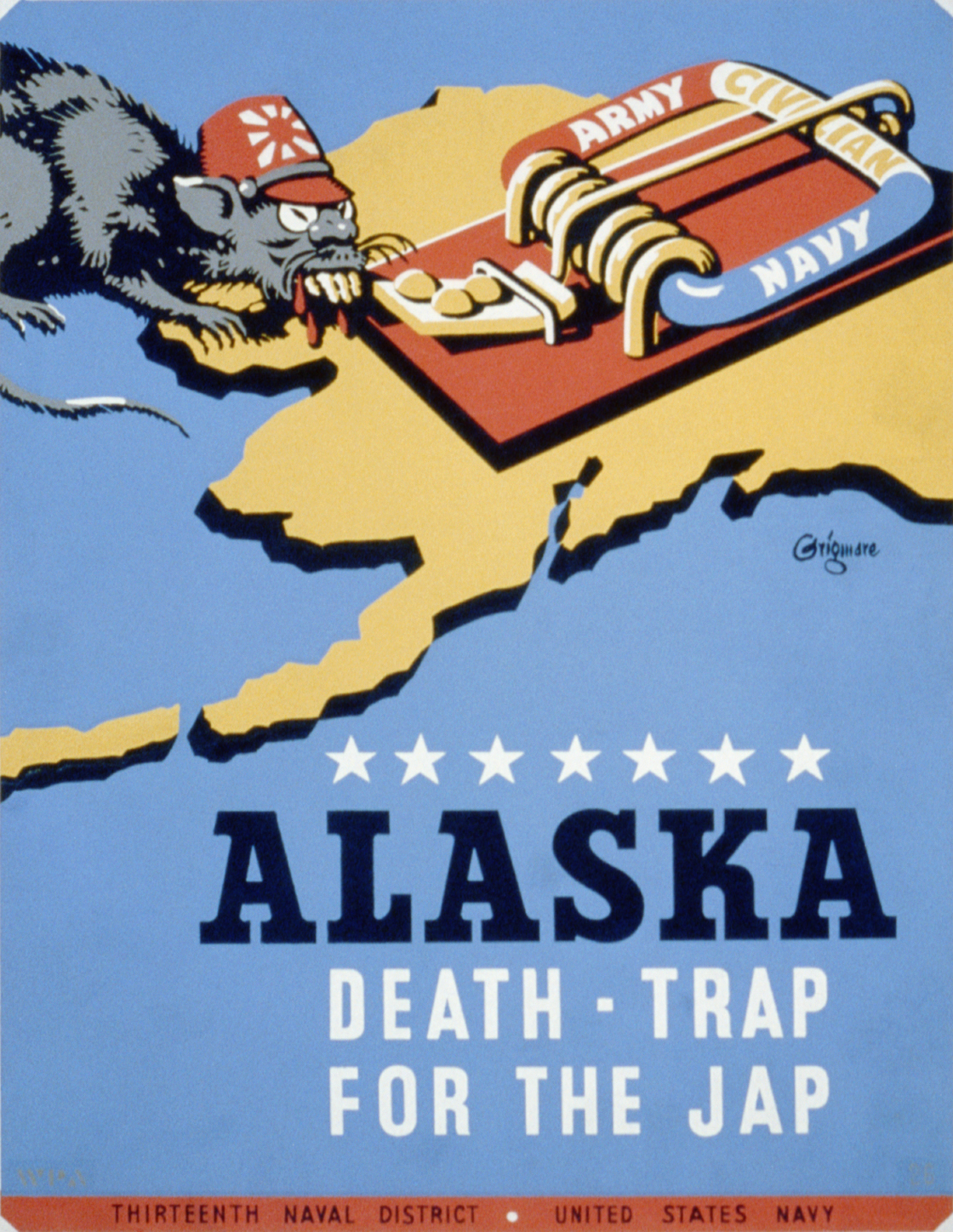
1942/43년 미국 군사 선전 포스터로, 제13 해군 지구, 미 해군을 위한 포스터이다. 이 포스터는 알래스카 준주 지도 위에 "육군 – 해군 – 민간인"이라는 글자가 새겨진 쥐덫에 접근하는 잽을 상징하는 정형화된 복장의 쥐를 보여주고 있으며, 알래스카 준주는 미래의 "잽을 위한 죽음의 덫"이라고 불린다.

많은 미국인들은 일본이 이 섬들을 기지로 삼아 서해안 전체를 공격할 수 있다고 우려했다. 비록 1942년 서해안이 여러 차례 공격을 받았지만 (해안 해역에서의 무제한 잠수함 작전; 캘리포니아 엘우드 포격; 오리건 포트 스티븐스 포격 포함), 1942년 6월 알류샨 열도 전역은 미국 전구에서 외국의 적에 의한 첫 주요 작전이었다. 제28폭격단의 폴 비숍 중위는 회상했다:
알래스카 방위사령부의 사이먼 B. 버크너 주니어 장군은 우리에게 일본이 알류샨 열도에 항공기지를 건설하여 앵커리지, 시애틀, 샌프란시스코와 같은 해안 도시들이 폭격기 공격 범위 내에 취약해질 것이라고 말했다. 그 시나리오에 대한 두려움은 당시 현실이었다. 일본군은 아시아와 태평양에서 거의 무적이었고 무자비했기 때문이다. 우리는 그들이 중국을 맹렬히 폭격했고 진주만을 기습 공격했다는 것을 알고 있었으므로, 독일군이 런던과 코번트리에 했던 것처럼 미국 본토에서는 그런 일이 일어나지 않도록 해야 했다.

제18전투비행대대의 밥 브로클허스트 중위는 말했다:
[우리가 받은 인상은]—그리고 이것은 구두로 전달된 것이었다—일본군을 막을 것이 아무것도 없다는 것이었다. [우리의 지휘관들은] 일본군이 원한다면 알류샨 열도를 따라 올라와 앵커리지를 점령하고 밴쿠버를 지나 워싱턴주 시애틀까지 내려올 수 있다고 생각했다.

1942년 8월 31일, 미군은 이틀 전 정찰을 마친 에이댁 섬을 공격했다. 키스카에 있는 일본군을 묶어두기 위해 제11공군 폭격기들이 그곳으로 임무를 수행했다. 이들은 600마일 이상 떨어진 움나크의 P-38을 포함한 전투기들의 호위를 받았다. 활주로 건설은 미군 상륙 직후 즉시 시작되었다. 9월 10일 이후, 전투기와 폭격기는 새로운 에이댁 항공 기지로 옮겨졌고, 키스카에 있는 일본군 진지에 대한 추가 폭격 임무를 시작하는 데 사용되었다.
9월부터 11월까지 미국의 공습은 일본군이 병력 증강을 지속적으로 시도했음에도 불구하고 적기 수를 14대 미만으로 낮게 유지할 수 있었다. 이 지역에 지원 항공모함이 없었기 때문에 일본군은 에이댁의 미군을 퇴각시킬 수 없었다. 심지어 몇 대의 항공 자산을 여유롭게 사용할 수 있었을 때에도 일본군은 일반적으로 직접적인 전투를 피했다. 다른 보급품도 바닥나기 시작했다. 애투를 대피시킨 후 일본군은 세미치 제도 또는 암치트카를 점령하고 새로운 기지를 건설하는 것을 고려했지만, 이 계획을 실행할 수 없었다.
1943년 2월, 미군은 암치트카를 성공적으로 점령하고 활주로를 건설했다. 그들의 주요 손실은 악천후로 인한 것이었다. P-38과 P-40을 시작으로 폭격기들도 합류하기 전까지 새로운 섬 기지에서 지상 공격 임무가 수행되었다. 그들의 목표에는 레이더 시설, 주차된 항공기, 대공포 진지, 철도, 잠수함 기지, 그리고 정박 중인 선박이 포함되었다. 이 폭격은 일본이 기지에 보급할 수 있는 능력을 더욱 감소시켰고, 애투와 키스카에 착륙 비행장을 건설하는 것을 방해했으며, 그해 말 이 두 섬을 탈환하는 데 도움이 되었다. 1943년 4월, 일본 수상 수송선단은 미 해군 봉쇄를 뚫고 애투와 키스카의 병력에 재보급하려는 마지막 시도를 했지만, 전투에서 패배한 후 중단할 수밖에 없었다. 미래의 일본 재보급 임무는 오직 잠수함으로만 수행되었고, 그들이 가져올 수 있는 물자의 양에 의해 제한되었다.
해군 잠수함과 수상함도 이 지역을 순찰했다. 키스카 항구는 이 작전에서 일본 함선의 주요 기지였으며, 그곳에서 여러 척이 침몰했는데, 일부는 군함에 의해, 대부분은 공습으로 침몰했다. 1942년 7월 5일, 하워드 길모어 중령이 지휘하는 잠수함 Growler는 키스카 앞바다에서 일본 구축함 3척을 공격했다. 그들은 한 척을 침몰시키고 다른 두 척에 심각한 손상을 입혀 200명의 일본 수병을 사살하거나 부상시켰다. 열흘 후, Grunion는 키스카 항구에서 일본 구잠정 3척의 공격을 받았으며, 이 중 두 척의 초계정이 침몰하고 다른 한 척이 손상되었다. 1943년 5월 12일, 일본 잠수함 이-31는 치차가프 항구 북동쪽 5 mi (4.3 nmi; 8.0 km)에서 구축함 Edwards와의 수상 전투에서 침몰했다.
최소 3척의 일본 잠수함이 1943년 6월 11일, 13일, 22일에 키스카 근처에서 침몰한 것으로 보고되었다.

### 코만도르스키 제도
찰스 맥모리스 소장이 지휘하는 순양함과 구축함 부대는 일본 보급선단을 제거하는 임무를 맡았다. 이들은 1943년 3월 일본 함대와 조우했다. 미국 순양함 한 척과 구축함 두 척이 손상을 입었고, 미국 수병 7명이 사망했다. 일본 순양함 두 척이 손상을 입었으며, 14명이 사망하고 26명이 부상했다. 이후 일본은 지상 함선을 이용한 알류샨 주둔군 보급 시도를 모두 포기했으며, 잠수함만이 사용되었다.

### 애투섬

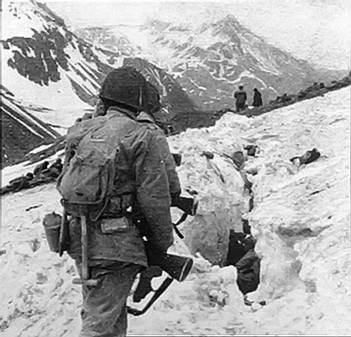
1943년 5월 애투 전투 중 눈과 얼음을 견디는 미군 병력

1943년 5월 11일, 미군은 애투를 탈환하기 위한 육상 게 작전을 개시했다. 침공군에는 제7보병사단의 제17보병연대와 제32보병연대, 그리고 알래스카에서 모집된 정찰대인 "캐스너의 무자비한 자들" 소대가 포함되었다. 육군 항공대는 침공을 지원하기 위해 20일 동안 500회 이상의 근접 공중 지원 임무를 수행했다. 그러나 상륙정 부족, 부적합한 해변, 그리고 열악한 날씨에서 작동하지 않는 장비 때문에 미군이 일본군에게 전력을 행사하기 어려웠다. 필수적인 방한 용품을 상륙시킬 수 없었기 때문에 병사들은 동상을 입었고, 차량이 툰드라에서 작동하지 않아 필요한 곳으로 병력을 이동시킬 수 없었다. 야마사키 야스요 대령은 미군이 상륙한 곳에서 교전하는 대신 해안에서 멀리 떨어진 고지대에 병력을 배치했다. 이로 인해 격렬한 전투가 벌어졌고, 총 3,829명의 미군 사상자가 발생했으며, 549명이 사망하고 1,148명이 부상당했으며, 또 다른 1,200명은 혹독한 날씨로 인해 심각한 부상을 입었다. 또한, 614명의 미국인이 질병으로 사망했고, 318명은 기타 원인으로 사망했는데, 주로 일본군의 부비트랩이나 아군 사격 때문이었다.
1943년 5월 29일, 일본군 잔존 병력은 예고 없이 학살만 근처를 공격했다. 태평양 전역에서 가장 큰 반자이 돌격 중 하나로 기록된 야마사키의 공격은 미군 전선 깊숙이 침투하여 일본군 병사들이 미군 후방 부대와 마주치는 지점까지 도달했다. 격렬하고 잔혹한, 종종 백병전이 벌어진 전투 끝에 일본군은 사실상 전멸했다. 일본군 포로는 단 28명에 불과했으며, 그들 중 장교는 없었다. 미군 매장 팀은 2,351명의 일본군 사망자를 확인했지만, 전투 중 폭격으로 인해 수백 명이 더 매장되었을 것으로 추정되었다.
애투를 미군에게 상실하면서 일본은 알류샨 열도에 남아있던 유일한 비행장을 빼앗겼고, 일본 항공 부대가 전적으로 지상 기반이었기 때문에 이 단점을 보완할 수 없었다.

### 키스카섬

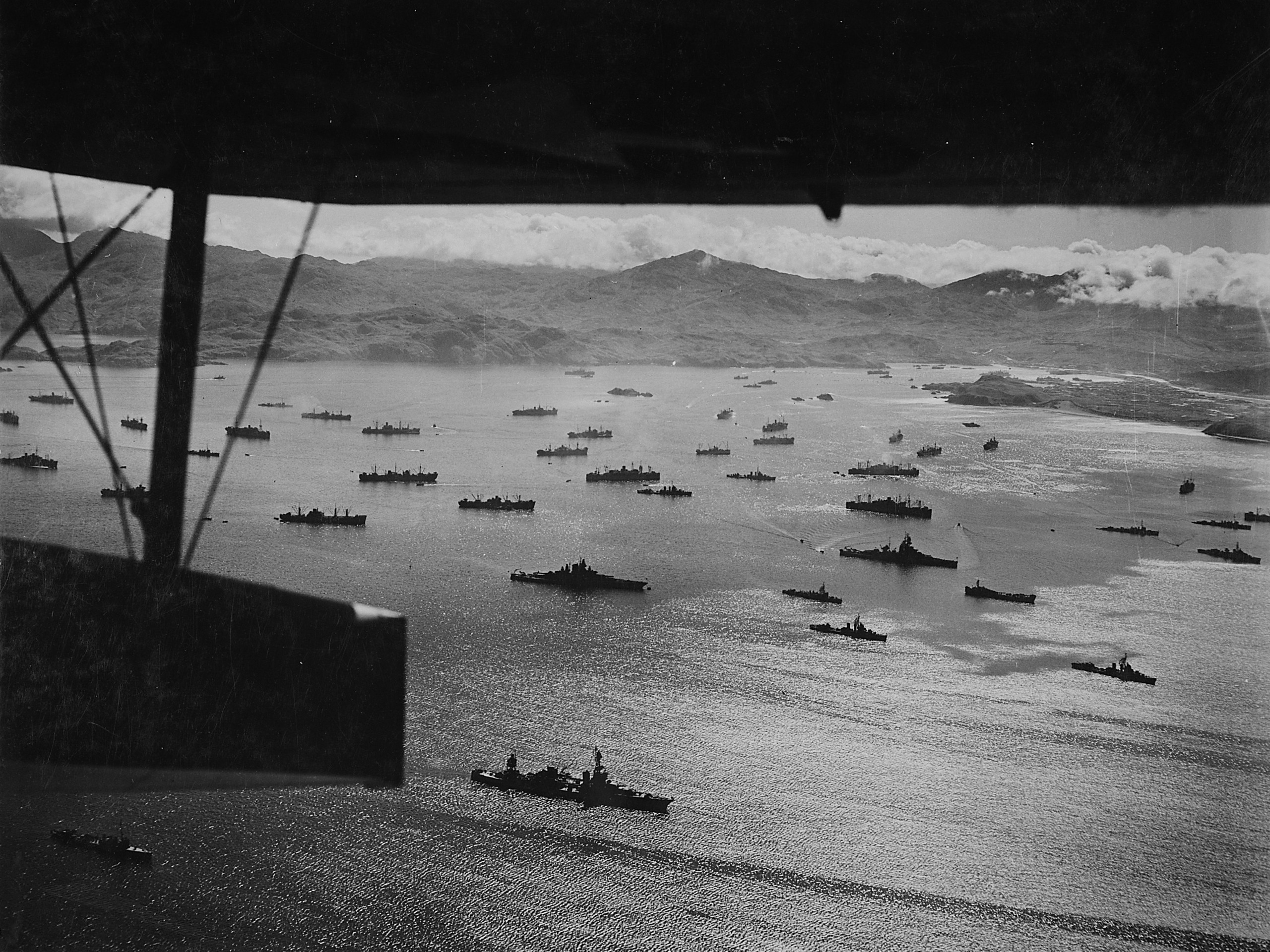
키스카로 이동할 준비가 된 거대한 미 함대 일부가 알류샨 열도 아닥 항구에 정박해 있다.

1943년 8월 15일, 34,426명의 캐나다 및 미국 병력으로 구성된 침공군이 키스카에 상륙했다. 캐스너의 무자비한 자들도 이 병력의 일부였지만, 침공은 주로 제7보병사단의 부대로 이루어졌다. 이 병력에는 약 5,300명의 캐나다인도 포함되었는데, 대부분 캐나다 제6보병사단의 제13캐나다보병여단 소속이었고, 1942년 몬태나에서 결성되어 겨울 전쟁 기술 훈련을 받은 2,000명의 캐나다-미국 코만도 부대인 제1특수근무부대도 있었다. 이 병력은 600명 규모의 3개 연대를 포함했는데: 제1연대는 키스카 항구에 첫 파도에 상륙하고, 제2연대는 필요할 때 공수할 예비대로, 제3연대는 공격 둘째 날 키스카 북쪽에 상륙할 예정이었다. 제10산악사단의 제87연대도 작전의 일부였다. 이 부대는 미국 내에서 유일하게 산악전을 위해 특별히 훈련된 주요 부대였다.
캐나다 왕립 공군 제111비행대와 제14비행대는 알류샨 상공에서 활발히 활동하며 최소 한 대의 일본 항공기를 격추했다. 또한, 캐나다 무장 상선 3척과 코르벳함 2척이 알류샨 전역에 참전했지만 적군과 조우하지는 않았다.
주요 일본군은 7월 28일 밤 키스카를 떠났을 가능성이 높다. 그들의 무선이 침묵했기 때문이다. 이후 2주 동안 육군 공군과 해군은 버려진 진지를 폭격하고 포격했다. 철수 전날, 미 해군은 서쪽으로 80 mi (70 nmi; 130 km) 떨어진 곳에서 결정적이지 않고 아마도 무의미했을 핍스 전투를 벌였다.
연합군 침공군은 8월 15일 아무런 저항도 받지 않았지만, 결국 아군 사격, 차량 사고, 일본군 부비트랩 및 폭발물, 질병, 그리고 동상으로 인해 총 313명의 사상자가 발생했다. 애투와 마찬가지로 키스카는 극도로 적대적인 환경을 제공했다.

## 여파
알래스카에 주둔한 우리 군의 충성스러운 용기, 활기찬 에너지, 그리고 단호한 불굴의 정신은 육지, 공중, 해상에서 일본의 침략을 저지하고 적을 우리 해안에서 몰아냈으며, 우리의 마지막 변경 지역을 요새로 만들었습니다. 그러나 이것은 시작에 불과합니다. 우리는 도쿄로 가는 길을 열었습니다. 우리 적들에게 가장 짧고 직접적이며 파괴적인 길입니다. 우리가 곧 그 길을 따라 승리하기를 바랍니다.— 사이먼 볼리버 버크너 주니어 중장, 알류샨 열도 전역 몇 달 후

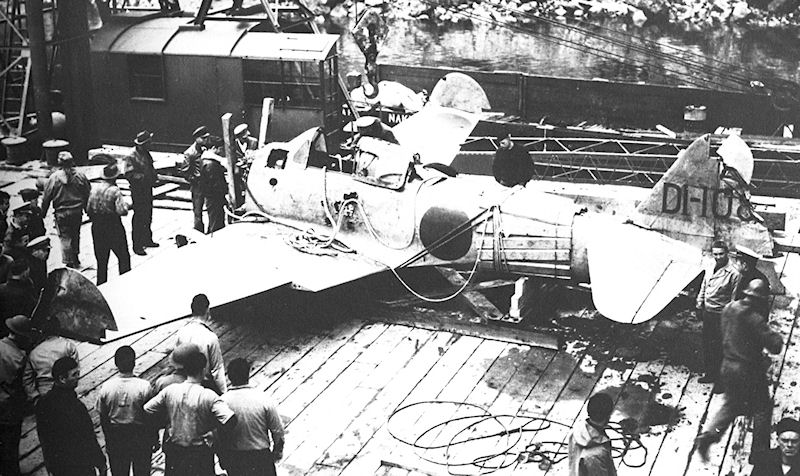
더치 하버 전투 이후 1942년 7월 아쿠탄섬에서 미군이 온전히 포획한 아쿠탄 제로, 즉 미쓰비시 A6M2 제로 전투기. 수리 후 이 전투기는 전쟁 중 미국이 획득한 최초의 비행 가능한 제로기가 되었고, 1942년 9월 20일 첫 시험 비행을 마쳤다.

북일본 공격 계획이 수립되었지만 실행되지는 않았다. 전쟁이 끝나기 전까지 쿠릴 열도의 파라무시르섬을 포함한 일본 기지에 1,500회 이상의 출격이 이루어졌으며, 이는 일본 항공기 500대와 지상군 41,000명을 분산시켰다.
이 전투는 또한 캐나다 징집병들이 제2차 세계 대전에서 처음으로 전투 지역에 파견된 사건이기도 하다. 정부는 징집병들을 "해외", 즉 북아메리카 외부로 보내지 않겠다고 공언했었다. 알류샨 열도는 북아메리카 영토로 간주되었기 때문에 캐나다 정부는 약속을 깨지 않고 징집병을 배치할 수 있었다. 여단이 알류샨 열도로 출항하기 전에는 탈영 사례도 있었다. 1944년 말, 정부는 징집병 정책을 변경하여 16,000명의 징집병을 유럽으로 보내 전투에 참여시켰다. 이 전투는 또한 제1특수근무부대의 첫 전투 배치를 의미했지만, 어떠한 전투도 치르지는 않았다.
1942년 여름, 미군은 거의 온전한 미쓰비시 A6M2 제로 전투기인 아쿠탄 제로를 회수했고, 이는 미군이 제로기를 시험 비행할 수 있게 하여 전쟁 후반의 전투기 전술 개선에 기여했다.

### 전사자
작전 중 애투에는 전사자를 매장하기 위해 길버트 능선 기슭의 리틀 폴스 묘지와 북부 상륙군 시신이 안치된 홀츠 베이 묘지 두 곳이 조성되었다. 전쟁 후, 툰드라가 묘지를 되덮기 시작했고, 1946년에는 모든 미군 유해가 군인의 가족 지시에 따라 또는 알래스카 앵커리지 근처의 포트 리처드슨으로 옮겨졌다. 1946년 5월 30일, 아데어 대위가 삼단 총성과 탭스 나팔 연주와 함께 메모리얼 데이 기념 연설을 했다. 매장지 장식은 채플린 미니와 인스코가 수행했다.

### 우낭악족 재정착
1944년 봄, 프리빌로프 제도의 생존 주민들은 고향으로 돌아갈 수 있었고, 나머지 마을 주민들은 1945년 봄에 돌아왔으며 캠프는 해체되었다.
세인트 폴과 세인트 조지 마을 주민들은 각자의 섬으로 돌아가 이전과 거의 같은 삶을 살 수 있었다.
니콜스키 주민들은 마을로 돌아가 이전과 같은 삶을 살 수 있었지만, 다른 마을 주민들은 운이 좋지 않았다. 애트카 섬에는 마을 근처에 군사 기지와 비행장이 건설되어 전쟁 중 일본군의 표적이 되었고, 주민들이 돌아왔을 때 마을은 파괴되어 있었다. 우날라스카 주민들은 수많은 군사 시설로 인해 심하게 변한 마을로 돌아왔다.
정부는 애투, 카셰가, 비오르카, 마쿠신의 주민들이 마을로 돌아가는 것을 허락하지 않았다. 파괴된 마을을 복구하는 비용이 너무 크다고 판단했기 때문이다. 그들은 다른 우낭악족 공동체에 흡수될 수밖에 없었다.
남동 알래스카 캠프로 재배치된 831명의 우낭악족 중 85명은 열악한 환경으로 인해 사망했다.
전쟁 후 샌프란시스코 강화조약의 일환으로 일본 정부는 애투 생존 주민들에게 3년 동안 연간 4,000달러의 배상금을 제안했지만, 일부는 자신들이 당한 대우가 돈으로 보상받기에는 너무 끔찍하다고 여겨 거부했다. 또한 일본은 포로 수용 중 사망한 가족과 토지 및 재산 손실에 대해서는 전혀 보상하지 않았다.

## 유산
이 작전과 직간접적으로 관련된 많은 미국 내 장소들이 미국 국립사적지에 등재되었으며, 일부는 국가사적지로 지정되었다. 애투의 전장과 키스카섬의 일본 점령지는 모두 국가사적지이며 알류샨 열도 제2차 세계 대전 국립 기념물에 포함되어 있다. 아닥, 움나크, 더치 하버의 군사 기지 잔존물은 국가사적지이다. 더치 하버 공격 중 심하게 손상된 난파선 SS Northwestern은 국립등록부에 등재되어 있으며, 애트카섬에 불시착한 B-24D 리버레이터도 마찬가지이다.
2006년 다큐멘터리 영화 '레드 화이트 블랙 & 블루'는 애투 섬 전역 참전 용사 빌 존스와 앤디 페트루스를 다루고 있다. 이 영화는 톰 퍼트넘이 감독했으며, 2006년 8월 4일 스위스 로카르노에서 열린 2006 로카르노 국제 영화제에서 첫 선을 보였다.
대실 해밋은 제2차 세계 대전 대부분을 알류샨 열도에서 육군 하사로 보내며 군 신문을 편집했다. 그는 전쟁 후 폐기종을 앓았다. 1943년 상병 시절, 그는 헨리 W. 홀 소령의 지휘 아래 로버트 가랜드 콜로드니 상병과 함께 '알류샨 열도 전투'를 공동 집필했다.
1980년 미국 의회는 일본계 미국인 강제수용에 대한 연구를 수행하기 위해 전시 재배치 및 강제 수용 민간인 위원회를 임명했으며, 이는 우낭악족의 대우도 조사하도록 확대되었다. 1981년부터 공청회가 열렸고 증언이 기록되었으며 생존자들이 자신의 이야기를 공유하기 시작했다. 보고서는 캠프의 과밀, 부패하는 건물, 가구, 깨끗한 물 또는 상수도, 전기, 의료 서비스 및 정부 감독 부족을 인용하며 캠프 조건에 대한 정부의 무관심을 비난했다.
1988년 미국 정부는 1988년 알류트 배상법을 통과시켰는데, 이는 우낭악족에게 적절한 보살핌을 제공하지 못한 미국의 실패를 인정하고 각 생존자에게 12,000달러를 지급하며 자손들을 돕기 위한 500만 달러의 신탁 기금을 마련했다. 1994년 이 법은 전쟁 중 교회의 재산 피해를 보상하기 위한 기금도 포함하도록 확대되었다.

## 같이 보기
- 알류샨 열도 군사사
- 일본 제국 해군 알래스카 타격대 조직
- 다쓰구치 노부오, 애투에 주둔했던 일본인 의사
- 알류샨 열도에서 온 보고서, 1943년 이 전역에 대한 미국 다큐멘터리 선전 영화, 존 휴스턴 감독

### 인용
1. ↑  Garfield 1995, 4쪽.
2. ↑  Cloe 2017, xi쪽.
3. ↑  MacGarrigle 2019, 31쪽.
4. ↑  “Battle of the Aleutian Islands”. 《history.com》. 히스토리 (미국 TV 채널). 2009년 11월 17일. 2023년 10월 30일에 확인함.
5. 1 2 3 4 5 6 7 8 9 10 11 12 13
6. ↑  Pike, Francis (2016). 《Hirohito's War: The Pacific War, 1941–1945》. London: Bloomsbury Publishing. 1003쪽. ISBN 978-1-350-02122-8.
7. ↑  Cloe 2017, xi쪽. "대부분의 사람들은 미국이 태평양에서의 첫 공격 작전을 1942년 6월부터 1943년 8월까지 알류샨 열도 전역으로 시작했다는 사실을 알지 못한다. 이는 과달카날 상륙보다 두 달 앞선 것이었다."
8. ↑  Compare: “Battle for the Aleutians: WWII's Forgotten Alaskan Campaign”. 《history.com》. [...] 남태평양의 더 유명한 전투들의 부대 작전으로 여겨졌지만, 알류샨 열도 전역은 미국에게는 중요한 초기 승리였다.
9. ↑  Parshall & Tully 2005, [쪽 번호 필요]쪽.
10. ↑  “Battle of Midway and Aleutians, 3-7 June 1942”. 《NavWeaps》. 2022년 7월 2일에 확인함.
11. ↑  Banks, Scott (April–May 2003). “Empire of the Winds”. 《아메리칸 헤리티지》. 54권 2호. 2008년 8월 30일에 원본 문서에서 보존된 문서. 2010년 7월 29일에 확인함.
12. ↑  Nagle, John Copeland (2010). 《Law's environment: how the law shapes the places we live》. Yale University Press. 39쪽. ISBN 978-0-300-12629-7.
13. ↑  Commission on Wartime Relocation and Internment of Civilians (1982). Personal Justice Denied (PDF) (Congressional Report). Washington, D.C.
14. ↑  Blakemore, Erin (2017년 2월 22일). “The U.S. Forcibly Detained Native Alaskans During World War II”. 《smithsonianmag.com》. 스미소니언. 2023년 10월 30일에 확인함.
15. 1 2 3 4  “World War II Aleut Relocation Camps in Southeast Alaska - Introduction”. 《National Park Service》. 2025년 2월 14일에 확인함.
16. 1 2 3  “Alaska's Aleuts--Forgotten Internees of WWII : Captivity: Residents of strategic islands were rounded up by U.S. government in 1942 and left to languish in old fish canneries.”. 《Los Angeles Times》. March 1992. 2025년 2월 14일에 확인함.
17. ↑  “The Funter Bay Cannery”. 《Alaska Historical Society》. 2025년 2월 25일에 확인함.
18. 1 2  “World War II Aleut Relocation Camps in Southeast Alaska - Chapter 2: Funter Bay Cannery, pt. 1”. 《National Park Service》. 2025년 2월 14일에 확인함.
19. 1 2  “World War II Aleut Relocation Camps in Southeast Alaska - Chapter 3: Funter Bay Mine, pt. 1”. 《National Park Service》. 2019년 7월 13일에 원본 문서에서 보존된 문서. 2025년 2월 14일에 확인함.
20. 1 2  “World War II Aleut Relocation Camps in Southeast Alaska - Chapter 4: Killisnoo Herring Plant, pt. 1”. 《National Park Service》. 2025년 2월 14일에 확인함.
21. 1 2  “World War II Aleut Relocation Camps in Southeast Alaska - Chapter 5: Wrangell Institute”. 《National Park Service》. 2025년 2월 14일에 확인함.
22. ↑  “World War II Aleut Relocation Camps in Southeast Alaska - Chapter 6: Burnett Inlet Cannery”. 《National Park Service》. 2025년 2월 14일에 확인함.
23. 1 2 3  “World War II Aleut Relocation Camps in Southeast Alaska - Chapter 7: Ward Lake CCC Camp”. 《National Park Service》. 2025년 2월 14일에 확인함.
24. 1 2 3 4 5  “Agony of the Aleutians: The forgotten internment”. 《Anchorage Daily News》. 2025년 2월 14일에 확인함.
25. ↑  Parshall & Tully 2005, 57쪽.
26. ↑  Sobel, Zoë (2018년 5월 14일). “Lt. Colonel Bob Brocklehurst and Tara Bourdukofsky reflect on the Battle of Attu”. 알래스카 퍼블릭 미디어.
27. ↑  “Armour force”. 2018년 6월 5일. 2019년 11월 11일에 확인함.
28. ↑  Adleman, Robert H.; Walton, George H. (2004). 《The Devil's Brigade》. Naval Institute Press. 103–106쪽. ISBN 9781591140047. OCLC 53019821.
29. ↑  Warner, Bret (2006). 《First Special Service Force 1942-44》. Osprey. 14–15쪽. ISBN 9781841769684. OCLC 84991571.
30. ↑  “The Battle of Kiska”, 《Canadian Heroes》 (canadianheroes.org), 2002년 5월 13일, Originally Published in Esprit de Corp Magazine, Volume 9 Issue 4 and Volume 9 Issue 5
31. 1 2  Hammett, Dashiell; Colodny, Robert (October 1943). “The Battle of the Aleutians...” (PDF). 29th Engineers stationed with Headquarters Western Defense Command (1944에 출판됨). 2019년 4월 28일에 원본 문서 (PDF)에서 보존된 문서  – www.nps.gov 경유.
32. ↑  Stacey, C. P.; Canada. Dept. of National Defence. General Staff. (1948). 《The Canadian Army, 1939–1945; an official historical summary》. Ottawa: E. Cloutier, King's Printer. OCLC 2144853.
33. ↑  “Attu KIA”. 2010년 1월 21일에 원본 문서에서 보존된 문서. 2010년 2월 5일에 확인함.
34. 1 2 3 4  “World War II Aleut Relocation Camps in Southeast Alaska - Chapter 8: National Historic Landmark Evaluation”. 《National Park Service》. 2025년 2월 14일에 확인함.
35. ↑  “Descendant of last Native leader of Attu Island demands Japanese reparations for 1942 invasion”. 《Anchorage Daily News》. 2025년 2월 25일에 확인함.

### 참고 문헌
- Cloe, John Haile (1990). 《The Aleutian Warriors: A History of the 11th Air Force and Fleet Air Wing 4》. Missoula, Montana: Pictorial Histories Publishing Co. and Anchorage Chapter – Air Force Association. ISBN 0-929521-35-8. OCLC 25370916.
- Cloe, John Haile (2017). 《Attu: The Forgotten Battle》 (PDF). United States Department of the Interior. ISBN 978-0-9965837-3-2 – National Park Service 경유.
- Cohen, Stan (1981). 《The Forgotten War: A Pictorial History of World War II in Alaska and Northwestern Canada (Volumes 1-3)》. Missoula, Montana: Pictorial Histories Publishing Co., Inc. ISBN 0-933126-13-1.
- Dickrell, Jeff (2001). 《Center of the Storm: The Bombing of Dutch Harbor and the Experience of Patrol Wing Four in the Aleutians, Summer 1942》. Missoula, Montana: Pictorial Histories Publishing Co., Inc. ISBN 1-57510-092-4. OCLC 50242148.
- Feinberg, Leonard (1992). 《Where the Williwaw Blows: The Aleutian Islands-World War II》. Pilgrims' Process. ISBN 0-9710609-8-3. OCLC 57146667.
- Garfield, Brian (1995) [1969]. 《The Thousand-Mile War: World War II in Alaska and the Aleutians》. Fairbanks: University of Alaska Press. ISBN 0-912006-83-8. OCLC 33358488.
- Goldstein, Donald M.; Dillon, Katherine V. (1992). 《The Williwaw War: The Arkansas National Guard in the Aleutians in World War》. Fayetteville: University of Arkansas Press. ISBN 1-55728-242-0. OCLC 24912734.
- Hays, Otis (2004). 《Alaska's Hidden Wars: Secret Campaigns on the North Pacific Rim》. University of Alaska Press. ISBN 1-889963-64-X.
- Lorelli, John A. (1984). 《The Battle of the Komandorski Islands》. Annapolis: United States Naval Institute. ISBN 0-87021-093-9. OCLC 10824413.
- MacGarrigle, George L. (2019). 《Aleutian Islands: 3 June 1942–24 August 1943》 (PDF). The U.S. Army Campaigns of World War II. 미국 육군 군사 연구소. CMH Pub 72-6. 2015년 9월 18일에 원본 문서 (PDF)에서 보존된 문서.
  - 〈Introduction〉. 《Aleutian Islands: 3 June 1942–24 August 1943》. 2014년 3월 17일에 원본 문서에서 보존된 문서. 2010년 6월 14일에 확인함.
- Morison, Samuel Eliot (2001) [1951]. 《Aleutians, Gilberts and Marshalls, June 1942 – April 1944, vol. 7 of History of United States Naval Operations in World War II》. Champaign: University of Illinois Press. ISBN 0-316-58305-7. OCLC 7288530.
- Parshall, Jonathan; Tully, Anthony (2005). 《Shattered Sword: The Untold Story of the Battle of Midway》. Dulles, Virginia: Potomac Books. ISBN 978-1-57488-924-6. OCLC 60373935.
- Perras, Galen Roger (2003). 《Stepping Stones to Nowhere, The Aleutian Islands, Alaska, and American Military Strategy, 1867–1945》. Vancouver: University of British Columbia Press. ISBN 1-59114-836-7. OCLC 53015264.
- Urwin, Gregory J. W. (2000). 《The Capture of Attu: A World War II Battle as Told by the Men Who Fought There》. Bison Books. ISBN 0-8032-9557-X.
- Wetterhahn, Ralph (2004). 《The Last Flight of Bomber 31: Harrowing Tales of American and Japanese Pilots Who Fought World War II's Arctic Air Campaign》. Da Capo Press. ISBN 0-7867-1360-7.
- Zaloga, Steven J. (2007). 《Japanese Tanks 1939–45》. Osprey. ISBN 978-1-84603-091-8.
- Kohlhoff, Dean (1995). 《When the Wind Was a River: Aleut Evacuation in World War II》. Seattle: Seattle : University of Washington Press in association with Aleutian/Pribilof Islands Association, Anchorage. ISBN 0295974036.
- “The Lost Villages” (PDF). 《National Park Service》. 2025년 2월 18일에 확인함.
- “Series: World War II Aleut Relocation Camps in Southeast Alaska”. 《National Park Service》. 2025년 3월 2일에 확인함.

## 더 읽어보기
- 비달, 고어 (1946), 윌리와우, 뉴욕: E. P. 더튼.